# Der Herbst der Familie Kohayagawa
Der Herbst der Familie Kohayagawa (japanisch 小早川家の秋, Kohayagawa-ke no Aki) ist ein japanischer Film aus dem Jahr 1961 des Regisseurs Yasujirō Ozu. 

## Handlung
In einer Bar sitzen zwei nervöse Männer im mittleren Alters zusammen: Isomura, der Besitzer einer kleinen Stahlfabrik und Kitagawa, der Bruder des Besitzers einer Sake-Brauerei, dem Patriarchen Mambei Kohayagawa. Kitagawa will seine nichts ahnende verwitwete Nichte Akiko mit Isomura zusammenbringen, der eine Frau sucht. Akiko, deren vor sechs Jahren verstorbener Mann Hochschullehrer war, arbeitet in einer Kunst-Galerie. Als Isomura sagt, er sammle Bilder, auf denen Ochsen abgebildet sind, verlässt Akiko unter einem Vorwand das Treffen und kehrt nach Hause zurück, wo ihr Sohn Schularbeiten macht.
Der verwitwete Patriarch Mambei ist noch rüstig, verschwindet manchmal von zu Hause. Die Töchter Noriko, Fumiko und die Schwiegertochter Akiko sind alarmiert. Fumikos Mann Hisao, der den Betrieb leitet, schickt einen Mitarbeiter hinterher. Mambei merkt das, stellt ihn und lädt ihn in eine Imbiss-Stube ein und wird ihn dann los. Er besucht nämlich seine frühere Mätresse Sasaski, die eine hübsche Tochter – Yuriko – hat, die von ihm stammen könnte. Yuriko im Petticoat der Zeit wünscht sich eine Stola, entweder von ihren jungen amerikanischen Freuden, die in einer Firma arbeiten, oder von ihrem Vater.
Mit der Sake-Brauerei steht es schlecht, die Konkurrenz größerer Brauereien macht zu schaffen. Aber solange Mampei da ist, ist an einen Anschluss an ein anderes Unternehmen nicht zu denken. Ein anderes Problem ist die Verheiratung der jüngeren Tochter und die mögliche Wiederverheiratung von Akiko. Noriko zitiert das bekannte Sprichwort „Viele Kapitäne – Schiff auf den Berg“.
Mambei erleidet einen Schwächeanfall, wird umsorgt und erholt sich wieder. Er spielt dann mit seinem Enkel verstecken, schleicht sich dann aber aus dem Haus, um seine alte Liebe wieder einmal zu besuchen. Sie sehen sich zusammen ein Radrennen an, wollen noch nach Kyoto. Er bricht dann aber zusammen und stirbt. Die herbeigerufenen Kobayagawa fragen Frau Sasaki nach Mampeis letzten Worten – die lauteten „Das war’s? Das war’s wirklich?“ 
Der letzte Abschnitt des Films beginnt mit dem Blick der trauernden Angehörigen auf einen Schornstein, es ist der vom Krematorium gegenüber. Auch ein Bauer und seine Frau, die am Fluss Gemüse waschen, blicken hinüber, bemerken, das Rauch aufsteigt. „Das ist der Kreislauf des Lebens“, sagt die Frau.
Während Familienangehörigen über eine schmale Brücke hinübergehen, bleiben Akiko und Noriko auf dem Deich zurück. Akiko ermuntert ihre Schwester, ihrem Herzen zu folgen und ihren Bekannten in Sapporo aufzusuchen. Sie selbst wolle allein bleiben.
Der Film endet mit dem Blick auf Krähen am Fluss. Und währende die Musik ins dunkel-dramatische wechselt, sieht man Krähen auf Grabsteinen sitzen.

## Hintergrund
Die Ozu-typischen festen Kameraeinstellungen betonen in diesem Film die Schönheit der alten Holzbauten Japans, sowohl die der Wohnhäuser als auch die der Produktionsstätten. Man hört den für das Kansai typischen Dialekt. Wie immer treten Schauspieler auf, die man aus früheren Ozu-Filmen kennt. Ryū muss sich diesmal allerdings mit einer kleinen Rolle am Ende des Films als einfacher Bauer begnügen. 
Nakamura Ganjirō, Sohn eines Kabuki-Schauspielers und selbst Kabuki-Schauspieler, spielt den lebenslustigen, verschmitzten Alten.
Bemerkenswert ist auch, dass Ozu Toshirō Mayuzumi für die Filmmusik gewinnen konnte.

## Auszeichnungen
- Berlin International Film Festival 1962, nominiert für den Goldenen Bären
- Mainichi Film Concours. Beste unterstützende Schauspielerin: Michiyo Aratama